# Клімов Роман Робертович
Рома́н Ро́бертович Клі́мов (30 червня 1989, Миколаїв, Українська РСР — 2 лютого 2017, Авдіївка, Донецька область, Україна) — старший солдат Збройних сил України, учасник війни на сході України, снайпер, кулеметник (72-га ОМБр), псевдо «Штик».

## Життєпис
Народився 1989 року в місті Миколаїв. Батьки працювали на заводі «Зоря» — «Машпроект». Батько помер, коли Роману було 10 років, і мати, працюючи начальником караулу заводу, одна виховувала двох дітей. Після закінчення 9-го класу вступив до Миколаївського професійного машинобудівного ліцею та одночасно навчався у вечірній школі. Закінчив ліцей у 2006 році, здобувши професію верстатника широкого профілю — оператора верстатів з програмним керуванням. З дитинства мріяв стати військовим, але через проблеми зі здоров'ям його навіть на строкову службу не взяли. Працював токарем на заводі ДП "Науково-виробничий комплекс газотурбобудування «Зоря» — «Машпроект», згодом перейшов на Миколаївський бронетанковий завод.
З 18 років займався спортивною стрільбою, мав диплом снайпера, ще до війни брав участь у багатьох змаганнях зі стрільби та виграв 5 призових гвинтівок. Захоплювався бігом, навіть уже в зоні АТО, в районі Волновахи, бігав вздовж лісосмуг по 10 кілометрів.
Близько року жив у Росії, проте коли почалися події в Криму, повернувся в Україну. У червні 2014 добровольцем прийшов до військкомату, відразу ж підписав контракт до закінчення особливого періоду.

### Бойовий шлях
Був зарахований на посаду снайпера в 3-й батальйон 72-ї окремої механізованої бригади. З вересня 2014 брав участь у боях бригади в районі Волновахи, зокрема біля Богданівки. Противник вів переважно артилерійський та мінометний вогонь, тож Роман зі снайперів перейшов у навідники БМП. 10 серпня 2015, під час бою під Білою Кам'янкою втратив друга й бойового побратима Євгена Ровного, який був йому як батько, втрату переживав дуже болісно, попросив про переведення на іншу позицію.
У квітні 2016 переведений у 2-гу роту 1-го батальйону, який саме реформувався і виїжджав на міжнародні навчання Repid Trident («Швидкий тризуб») на Яворівський полігон. З жовтня 2016 воював у промзоні Авдіївки, був поранений, після лікування повернувся на фронт.
Загинув 2 лютого 2017 року близько 14:00 від осколкових поранень під час обстрілу в районі міста Авдіївка (Донецька область).
Похований на Центральному кладовищі Миколаєва (за іншими даними — на Балабанівському кладовищі).
По смерті залишились мати Тетяна Олексіївна Сокуренко та старша сестра Світлана. На момент загибелі у 72 ОМБр служить тітка, керівник пресслужби бригади Олена Мокренчук.

## Нагороди
- Орден «За мужність» III ступеня, — «за особисту мужність і самовідданість, виявлені у захисті державного суверенітету та територіальної цілісності України, вірність військовій присязі» (08.02.2017, посмертно)[3].
- Відзнака НГШ Нагрудний знак «За взірцевість у військовій службі» III ступеня (10.01.2017)[4].
- Почесна відзнака Медаль «За оборону Волновахи».
- Знак народної пошани (ВО «Країна») — Медаль «За відвагу».

## Вшанування пам'яті
У Миколаєві на території школи № 14, де навчався Роман Клімов, встановлено меморіальну дошку.